# Dimorphandra davisii
Dimorphandra davisii là một loài thực vật có hoa trong họ Đậu. Loài này được Sprague & Sandwith miêu tả khoa học đầu tiên.